# 70 î.Hr.

## Nașteri
- 15 octombrie: Virgiliu (Publius Vergilius Maro), 50 ani, poet latin (d. 19 î.Hr.)

## Decese
- aprilie: Spartacus gladiator trac (n. ?)